# Лиса Гора (урочище)
«Ли́са Гора́» і «Гора́ Сипу́ха» — ботанічна пам'ятка природи загальнодержавного значення в Україні. Розташована на захід від села Галицьке (Золочівський район, Львівська область), на схилах Лисої Гори. 
Загальна площа 283 га. Створений рішенням Указу президента України від 20.08.1996 року № 715/96 з метою збереження унікальної у геоморфологічному відношенні території, вкритої високопродуктивними мішаними лісами з рідкісними угрупованнями бучин чагарникових. Керівна організація — Золочівський держлісгосп, Золочівське лісництво (кв. 1, 3). 
На території представлене місце зростання місячниці гірської та неотінея обпаленого, занесених до Червоної книги України. Тут також зростають рідкісні рослини, як-от: відкасник татарниколистий, сон великий, зозулинець шоломоносний та інші. 
Входить до складу Національного природного парку «Північне Поділля». Цей природно-заповідний об'єкт забезпечує комплексну охорону унікального типу ландшафту — пагорбистого пасма Гологори.